# Annona
Annona (af det karaibiske sprog Taino: Annon) er en slægt med ca. 125 arter, som hovedsageligt er udbredt i det tropiske Sydamerika, men med enkelte arter i tropisk Afrika. Det er træer og buske med enkle, læderagtige blade og ofte med spiselige frugter. Blomsterne er akselstillede og regelmæssige med tre, tykke blosterblade. Her omtales kun de arter og den hybrid, som er økonomisk betydningsfulde i Danmark.
| Arter |

- Atemoya (Annona cherimola x Annona squamosa)
- Cherimoya (Annona cherimola)
- Netannona (Annona reticulata)
- Pigget annona (Annona muricata)
- Sød annona (Annona squamosa)